# 照世盃
《照世盃》，又名《諧道人批評第二種快書》，是一本作者屬名為酌元亭主人的清朝短篇小說集。

## 歷史
此書共有四篇短篇小說。書名取名為傳說來自撒馬爾罕的寶物，朱國禎《湧幢小品》：「撒馬兒罕在西邊，其國有照世杯，光明洞達，照之可知世事。」此書作者在其序說：「采閭巷之故事，繪一時之人情，妍媸不爽其報，善惡直剖其隱，使天下敗行越檢之子惴惴然側目而視曰：『海內尚有若輩存好惡之公，操是非之筆，盍其改志變慮以無貽身後辱？』是則酌元主人之素心也哉！」
此書初刻於康熙以前，刻成時業已改元，須避「玄」字但改版不及只好臨時剜割替換。刊本在清朝原本失傳，在日本佐伯市佐伯文庫有清康熙刻本一部。1928年，陳乃乾據董康自日本攜歸之本校印收錄於《古逸小說叢書》，使此書從現於中國。1988年伊藤漱平、大塚秀高據以影印編入《佐伯文庫叢刊》。北京中華書局、上海古籍出版社又據此本分別收入《古本小說叢刊》第十八輯、《古本小說集成》第三批。

## 章回
- 七松園弄假成真
- 百和坊將無作有
- 走安南玉馬換猩絨
- 掘新坑慳鬼成財主